# Cemetery Gates
„Cemetery Gates“ je píseň groove metalové skupiny Pantera. Samotná píseň je klasická metalová balada - rychlé thrashové části se střídají s pomalými pasážemi. Píseň „Cemetery Gates“ je z prvního úspěšného alba Pantery - Cowboys from Hell.